# 예고로프 정리
측도론에서 예고로프 정리(Егоров定理, 영어: Egorov’s theorem)는 가측 함수에 대하여, 점별 수렴과 균등 수렴이 거의 일치한다는 정리이다.

## 정의
측도 공간 {\displaystyle (X,{\mathcal {F}},\mu )}에서 (보렐 시그마 대수를 갖춘) 분해 가능 거리 공간 {\displaystyle (Y,d)}으로 가는 일련의 가측 함수의 열
{\displaystyle f_{n}\colon X\to Y\qquad (n\in \mathbb {N} )}
에 대하여, 다음 조건이 성립한다고 하자.
- {\displaystyle \mu (X)<\infty }
- {\displaystyle f_{n}}은 거의 어디서나 점별 수렴한다.

예고로프 정리에 따르면, 임의의 양의 실수 {\displaystyle \epsilon >0}에 대하여, 다음 성질을 만족시키는 가측 집합 {\displaystyle X_{\epsilon }\in {\mathcal {F}}}가 존재한다.:73:72, Theorem 7.1.12
- {\displaystyle \mu (X)-\mu (X_{\epsilon })<\epsilon }
- {\displaystyle f_{n}}은 {\displaystyle X_{\epsilon }} 위에서 균등 수렴한다.

증명:
임의의 가측 함수 {\displaystyle f,g\colon X\to Y}에 대하여,
{\displaystyle (X,{\mathcal {F}})\to (Y\times Y,{\mathcal {B}}(Y)\times {\mathcal {B}}(Y))}
{\displaystyle x\mapsto (f(x),g(x))}
는 가측 함수이며,
{\displaystyle d\colon (Y\times Y,{\mathcal {B}}(Y\times Y))\to (\mathbb {R} ,{\mathcal {B}}(\mathbb {R} ))}
역시 연속 함수이므로 가측 함수이다. 가정에 따라 {\displaystyle Y}가 분해 가능 거리 공간이므로, 제2 가산 공간이며, (거리 위상의 곱위상에 대한) 보렐 시그마 대수 {\displaystyle {\mathcal {B}}(Y\times Y)}는 곱 시그마 대수 {\displaystyle {\mathcal {B}}(Y)\times {\mathcal {B}}(Y)}와 일치한다. 따라서
{\displaystyle x\mapsto d(f(x),g(x))}
는 가측 함수이다.
이제, {\displaystyle f_{n}}의 거의 어디서나 점별 극한이 되는 가측 함수 {\displaystyle f}를 취하자. 임의의 {\displaystyle \epsilon >0}이 주어졌다고 하자. 그렇다면 점별 수렴의 정의와 측도의 성질에 따라, 임의의 {\displaystyle m\in \mathbb {Z} ^{+}}에 대하여,
{\displaystyle {\begin{aligned}0&=\mu \left(\bigcup _{m'=1}^{\infty }\bigcap _{n=1}^{\infty }\bigcup _{i=n}^{\infty }\left\{x\in X\colon d(f_{i}(x),f(x))>{\frac {1}{m'}}\right\}\right)\\&\geq \mu \left(\bigcap _{n=1}^{\infty }\bigcup _{i=n}^{\infty }\left\{x\in X\colon d(f_{i}(x),f(x))>{\frac {1}{m}}\right\}\right)\\&=\lim _{n\to \infty }\mu \left(\bigcup _{i=n}^{\infty }\left\{x\in X\colon d(f_{i}(x),f(x))>{\frac {1}{m}}\right\}\right)\end{aligned}}}
이다. (함수 {\displaystyle x\mapsto d(f_{i}(x),f(x))}가 가측 함수이므로 위 집합들은 모두 가측 집합이다.) 따라서
{\displaystyle \mu \left(\bigcup _{i=n(m)}^{\infty }\left\{x\in X\colon d(f_{i}(x),f(x))>{\frac {1}{m}}\right\}\right)<{\frac {\epsilon }{2^{m}}}}
인 {\displaystyle n(m)\in \mathbb {N} }이 존재한다.
이제
{\displaystyle X_{\epsilon }=\bigcap _{m=1}^{\infty }\bigcap _{i=n(m)}^{\infty }\left\{x\in X\colon d(f_{i}(x),f(x))\leq {\frac {1}{m}}\right\}\in {\mathcal {F}}}
이라고 하자. 그렇다면
{\displaystyle \mu (X\setminus X_{\epsilon })<\epsilon }
이며, 임의의 {\displaystyle m\in \mathbb {Z} ^{+}}에 대하여,
{\displaystyle d(f_{i}(x),f(x))\leq {\frac {1}{m}}\qquad (\forall i\geq n(m),\;x\in X_{\epsilon })}
이다. 즉, {\displaystyle f_{i}}는 {\displaystyle X_{\epsilon }} 위에서 {\displaystyle f}로 균등 수렴한다.

## 예
만약 {\displaystyle \mu (X)<\infty } 조건이 없으면 이 정리는 거짓이다. 예를 들어, 함수
{\displaystyle f_{n}\colon \mathbb {R} \to \mathbb {R} }
{\displaystyle f_{n}\colon x\mapsto {\begin{cases}1&x\in [n,n+1]\\0&x\not \in [n,n+1]\end{cases}}}
을 생각하자. 이는 점별로 0으로 수렴하지만, 임의의 유한 측도 르베그 가측 집합 {\displaystyle S}에 대하여 이 함수열은 {\displaystyle \mathbb {R} \setminus S}에서 균등 수렴하지 않는다.

## 역사
이탈리아의 수학자 카를로 세베리니(이탈리아어: Carlo Severini)가 1910년에 증명하였으나, 이탈리아어 논문에 출판하여 주목받지 못했다. 이듬해 드미트리 예고로프가 같은 정리를 재증명하여 유명 프랑스어 저널에 출판하였다.

## 참고 문헌
1. ↑  Rudin, Walter (1987). 《Real and Complex Analysis》 (영어) 3판. McGraw-Hill. ISBN 978-0-07-054234-1. MR 0924157. Zbl 0925.00005. 2014년 10월 6일에 원본 문서에서 보존된 문서. 2015년 1월 10일에 확인함.
2. ↑  Bogachev, Vladimir I. (2007). 《Measure theory. Volume II》 (영어). Berlin, Heidelberg: Springer. doi:10.1007/978-3-540-34514-5. ISBN 978-3-540-34513-8. LCCN 2006933997.
3. ↑  Severini, Carlo (1910). “Sulle successioni di funzioni ortogonali”. 《Atti dell’Accademia Gioenia》. serie 5a, (이탈리아어) 3 (5): Memoria XIII, 1−7. JFM 41.0475.04.
4. ↑  Egoroff, D. Th. (1911). “Sur les suites des fonctions mesurables”. 《Comptes rendus hebdomadaires des séances de l’Académie des sciences》 (프랑스어) 152: 244–246. JFM 42.0423.01.

## 같이 보기
- 루진의 정리